# Mitosom
Mitosomen sind Organellen, die in einigen einzelligen, anaeroben oder mikroaerophilen eukaryontischen Organismen vorkommen; eine veraltete bezeichnung für Mitosom ist Crypton.
Dabei handelt es sich mit großer Sicherheit um stark degenerierte Mitochondrien, die die Fähigkeit zur oxidativen Phosphorylierung verloren haben. Da sie erst in jüngerer Zeit entdeckt wurden, sind sie noch nicht besonders gut untersucht. Ein früherer Bericht deutete auf das Vorhandensein von DNA in diesen Organellen bei Entamoeba histolytica hin, aber neuere Untersuchungen konnten das bei dieser Spezies widerlegen.

## Allgemeines
Mitosomen kommen nur bei einzelligen Eukaryonten vor, die über keine Mitochondrien verfügen. Sie wurden zuerst in Entamoeba histolytica gefunden, dem Verursacher der Amöbenruhr. Später wurden sie dann auch z. B. bei Microsporidien wie Encephalitozoon cuniculi und Trachipleistophora hominis gefunden. Zu Beginn wurden sie auch als Crypton bezeichnet, dieser Name hat sich jedoch nicht durchgesetzt.

## Aufbau
Mitosomen besitzen genau wie Mitochondrien eine Doppelmembran. Im Gegensatz zur Mitochondrienmembran konnte allerdings kein Potentialunterschied zwischen Intermembranraum und Matrix festgestellt werden. In den Mitosomen konnte trotz In situ Nick translation und Antikörperfärbung keine DNA nachgewiesen werden. Damit wurden ältere Berichte revidiert, die von DNA-enthaltenden Mitosomen berichteten. Ferner konnten Proteine nachgewiesen werden, die mit der Translokase der inneren Mitochondrienmembran und der Presequence Protease verwandt sind.
In Trachipleistophora wurden durch Immunogoldmarkierung und Elektronenmikroskopie pro Zelle 7–47 Mitosomen gefunden, die mit einer Größe von ca. 50X90nm nur ein Zehntel der Größe von Mitochondrien besitzen.

## Funktion
Mitosomen besitzen nicht die Fähigkeit zur oxidativen Phosphorylierung, der Hauptaufgabe von Mitochondrien. Lebewesen mit Mitosomen können daher nicht über die Atmungskette ATP aus der chemischen Energie ihrer Nahrung gewinnen. Daher sind Mitosomen bisher nur von Eukaryonten bekannt, die unter sauerstofflosen oder sauerstoffarmen Bedingungen vorkommen, wo der Sauerstoff für die oxidative Phosphorylierung ohnehin fehlt.
Versuche an Hefe zeigen, dass Mitosomen eine Rolle bei der Biosynthese von Eisen-Schwefel-Clustern spielen: Wurden die jeweiligen Proteine durch die entsprechenden Proteine aus Mitosomen ersetzt, fand weiterhin eine Fe-S-Cluster Biosynthese statt. Außerdem belegten Antikörpermarkierungen, dass die Fe-S-Cluster Synthese in den Mitosomen stattfindet. Bei den verantwortlichen Proteinen handelt es sich unter anderem um Frataxin, Cystein-Desulfurase, Isu1 und mitochondriellem Hsp70. Da Fe-S-Proteine unverzichtbare Funktionen einnehmen, übt dies einen starken Selektionsdruck zum Erhalt der Mitosomen aus. Wichtige Fe-S-Proteine in amitochondriellen Eukaryonten sind z. B. Ferredoxin, Hydrogenasen oder Pyruvat-Ferredoxin-Oxidoreduktase.

## Ursprung
Mit ziemlicher Sicherheit lässt sich sagen, dass es sich bei Mitosomen um stark reduzierte Mitochondrien handelt. Darauf weisen unter anderem die Tatsache hin, dass Mitosomen Cpn60 und Hsp70 besitzen, die für das Falten von ins Mitosom importierten Proteinen verantwortlich und von mitochondriellen Proteinen abgeleitet sind. Außerdem besitzen Proteine die in Mitosomen importiert werden eine Signalsequenz, die ihnen bei Expression in einem entsprechenden Organismus auch den Eintritt ins Mitochondrium oder ins Hydrogenosom ermöglichen. Die Untersuchung von 5 verwandten Arten von Entamoeba zeigt zudem, dass diese Proteine von gemeinsamen Vorfahren abstammen, und nicht durch lateralen Gentransfer von anderen Organismen erlangt wurden.
Zusammen mit den Hydrogenosomen werden Mitochondrien und Mitosomen daher als „mitochondrienverwandte Organellen“ (englisch mitochondrion-related organelles, MROs) klassifiziert. Zu diesen gehören auch die anaeroben und DNA-freien Organellen von Henneguya salminicola (alias H. zschokkei, Myxozoa)

## Sonstiges
Da Mikrosporidien keine Mitochondrien besitzen, wurde angenommen, dass es sich bei ihnen um basale Eukaryonten handelt, die sich vor der Endosymbiose der Mitochondrien von den restlichen Eukaryonten abspalteten. Erst Ende der 1990er Jahre änderte sich dieses Bild durch die Entdeckung der Mitosomen, so dass sie heute in die Nähe der Pilze gestellt werden.
Das Hydrogenosom ist ein weiteres Organell, das durch Reduktion aus Mitochondrien entstand und eine Gärung unter anaeroben und aeroben Bedingungen ermöglicht. Wie Mitosomen haben auch Hydrogenosomen ihre DNA komplett verloren. Einzige Ausnahme ist der Ciliat Nyctotherus ovalis, der damit einen missing link zwischen Mitochondrium und Hydrogenosom darstellt.